# Kommandant des Britischen Sektors von Berlin
Der Kommandant des Britischen Sektors von Berlin war einer der vier alliierten Stadtkommandanten von Berlin, der die Besatzungsarmee der britischen königlichen Majestät in Deutschland in der Interalliierten Militärkommandantur (später: Alliierte Kommandantura) vertrat. Die Alliierte Kommandantur war das Organ, mit dem die vier Besatzungsmächte USA, Großbritannien, Frankreich und Sowjetunion nach dem Zweiten Weltkrieg die Kontrolle über Berlin ausübten. Sie war dem Alliierten Kontrollrat unterstellt.
Von 1946 bis 1990 bewohnten die britischen Stadtkommandanten die Villa Lemm im Ortsteil Gatow, der zum Bezirk Spandau gehört. Sie wurde seit der Amtszeit von David Scott-Barrett durch Kräfte der German Service Unit (Berlin), der späteren 248 German Security Unit beschützt.
Die Stadtkommandanten feierten in der Villa auch den jährlichen Geburtstag von Königin Elisabeth II. mit einem großen Fest. Im Laufe der frühen 1970er Jahre wurde die Kapitän’s Kajüte, die im selben Bezirk liegt, von dem damaligen Stadtkommandanten entdeckt, wo u. a. Räumlichkeiten für strategische Besprechungen genutzt wurden. 1973 besuchte sogar Prinzessin Anne von England die Kapitän’s Kajüte.
Kommandanten des Britischen Sektors von Berlin waren:

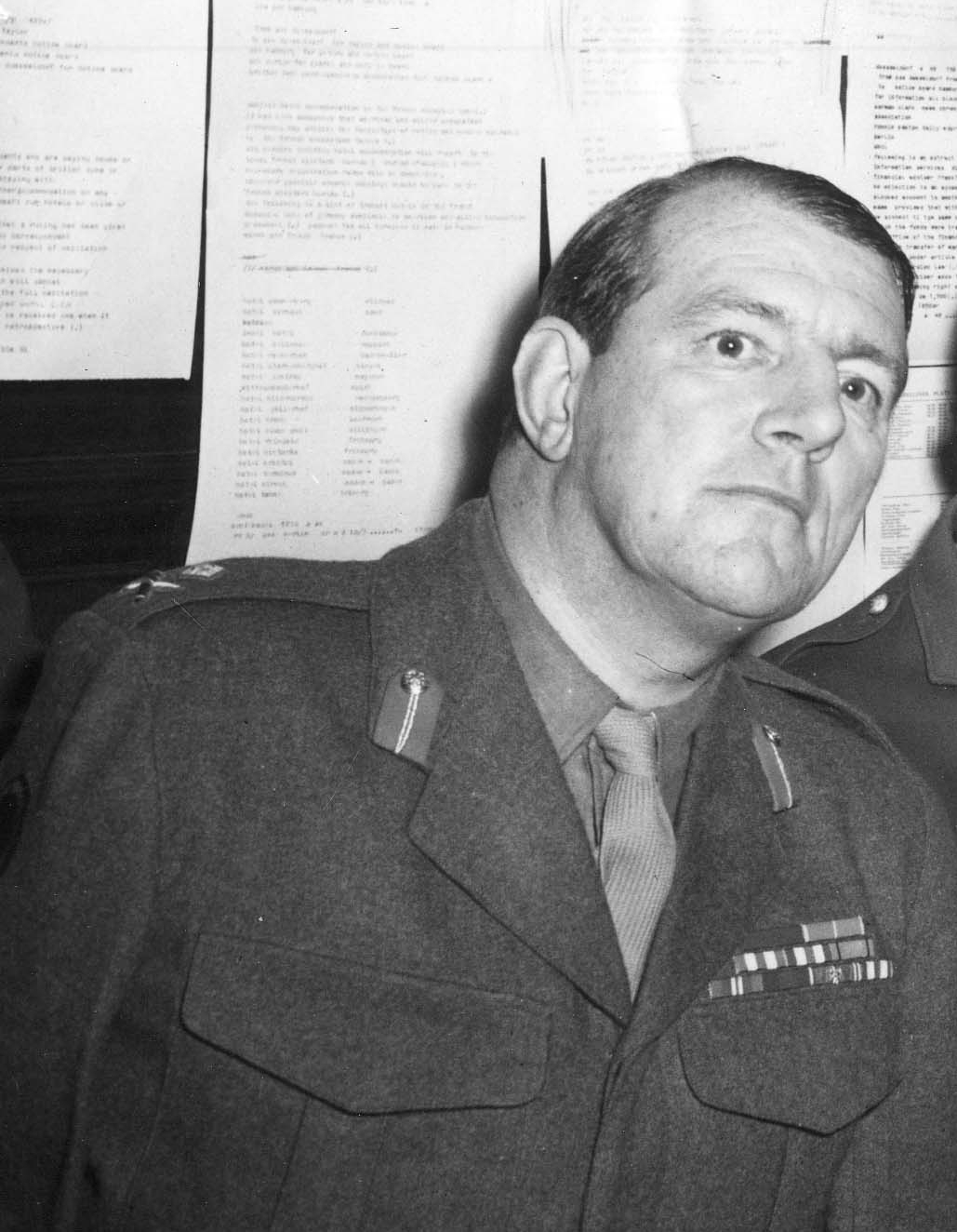
Geoffrey Bourne, Kommandant des Sektors von 1949 bis 1951

| Rang         | Name                  | Zeitraum                           |
| ------------ | --------------------- | ---------------------------------- |
| Generalmajor | Lewis Lyne            | 11. Juli 1945 – 30. August 1945    |
| Generalmajor | Eric Nares            | 30. August 1945 – 13. Juni 1947    |
| Generalmajor | Otway Herbert         | 13. Juni 1947 – 23. Januar 1949    |
| Generalmajor | G. K. Bourne          | 16. Januar 1949 – 24. Oktober 1951 |
| Generalmajor | Charles Coleman       | 16. Okt. 1951 – 13. März 1954      |
| Generalmajor | William Oliver        | 12. März 1954 – 30. April 1955     |
| Generalmajor | Robert Cottrell-Hill  | 1. Mai 1955 – 6. Februar 1956      |
| Generalmajor | Francis Rome          | 26. März 1956 – 20. März 1959      |
| Generalmajor | Sir Rohan Delacombe   | 23. März 1959 – 3. Mai 1962        |
| Generalmajor | Claude Dunbar         | Mai 1962 – Dezember 1962           |
| Generalmajor | David Peel Yates      | Dezember 1962 – Januar 1966        |
| Generalmajor | John Nelson           | Februar 1966 – Februar 1968        |
| Generalmajor | James Bowes-Lyon      | März 1968 – November 1970          |
| Generalmajor | Alan Cathcart         | November 1970 – Juli 1973          |
| Generalmajor | David Scott-Barrett   | August 1973 – November 1975        |
| Generalmajor | Roy M. F. Redgrave    | November 1975 – Januar 1978        |
| Generalmajor | Robert Richardson     | Januar 1978 – September 1980       |
| Generalmajor | David Mostyn          | September 1980 – Oktober 1983      |
| Generalmajor | Bernard Gordon-Lennox | Oktober 1983 – Dezember 1985       |
| Generalmajor | Patrick G. Brooking   | Dezember 1985 – Januar 1989        |
| Generalmajor | Robert J. S. Corbett  | Januar 1989 – 2. Oktober 1990      |